# Tony Martin (kerékpáros)
Tony Martin (1985. április 23. –) német profi kerékpáros. Időfutam-világbajnok lett 2011-ben, valamint 1–1 szakaszgyőzelme volt a Tour-on és a Vueltán.
2021-ben visszavonult a versenyzéstől.

## Sikerei
2003
- Német országúti-bajnokság, U19-időfutam
  -  1. hely

2006
- Német országúti-bajnokság, U23-időfutam
  -  1. hely

2007
- FBD Insurance Rás
  -  Összetett verseny győztese
- Tour de l'Avenir
  - 2., Összetett versenyben

2008
- Hel van het Mergelland
  - 1. hely
- Giro d’Italia
  - 128., Összetett versenyben
  - 2., 21. szakasz (Egyéni időfutam)
  - 3., 1. szakasz (Csapatidőfutam)
- Ster Elektrotoer
  - 1., Prológ
- Deutschland Tour
  - 1., 8. szakasz (Egyéni időfutam)

2009
- Párizs-Nizza
  -  Hegyi pontverseny győztese
  - 3., 5. szakasz
- Criterium International
  - 1., 3. szakasz (Egyéni időfutam)
- Tour de Romandie
  - 8., Összetett versenyben
  - 1., 3. szakasz (Csapatidőfutam)
- Bayern-Rundfahrt
  - 1., 4. szakasz (Egyéni időfutam)
- Tour de Suisse
  - 2., Összetett versenyben
  -  Hegyi pontverseny győztese
  - 1., 8. szakasz
  - 2., 9. szakasz (Egyéni időfutam)
- Tour de France
  - 35., Összetett versenyben
  - 2., 20. szakasz
- Országúti világbajnokság időfutam
  -  3. hely

2010
- Német országúti-bajnokság időfutam
  -  1. hely
- Tour de Suisse
  - 6., Összetett versenyben
  - 1., 9. szakasz (Egyéni időfutam)
  - 3., 1. szakasz (Egyéni időfutam)
- Tour of California
  - 1., 7. szakasz (Egyéni időfutam)
- Tour de France
  - 137., Összetett versenyben
  - 2., Prológ
  - 2., 19. szakasz (Egyéni időfutam)
- Eneco Tour
  -  Összetett versenyben
  -   25 év alattiak verseny győztese
  - 1., 7. szakasz (Egyéni időfutam)
  - 2., 3. szakasz
- Országúti világbajnokság időfutam
  -  3. hely

2011
- Volta ao Algarve
  -  Összetett verseny győztese
  - 1., 5. szakasz (Egyéni időfutam)
- Párizs-Nizza
  -  Összetett verseny győztese
  - 1., 6. szakasz (Egyéni időfutam)
- Vuelta al País Vasco
  - 1., 6. szakasz (Egyéni időfutam)
- Tour de Romandie
  - 2., Összetett versenyben
  - 3., 3. szakasz
- Critérium du Dauphiné
  - 1., 3. szakasz (Egyéni időfutam)
- Tour de France
  - 44., Összetett versenyben
  - 1., 20. szakasz (Egyéni időfutam)
  - 4., 16. szakasz
- Vuelta Espana
  - 1., 10. szakasz (Egyéni időfutam)
  - 3., 1. szakasz (Csapatidőfutam)
- Országúti világbajnokság időfutam
  -  Világbajnok
- Tour of Beijing
  -  Összetett győztes
  - 1., 1. szakasz (Egyéni időfutam)